# Alcide Ivan Violi
Alcide Ivan Violi (Reggio Emilia, 10 marzo 1913 – Reggio Emilia, 1996) è stato un calciatore e allenatore di calcio italiano, di ruolo attaccante.

## Caratteristiche tecniche
Giocava come centravanti o ala.

## Carriera
Militò in Serie A per quattro stagioni, con le maglie di Bologna, Bari e Liguria.
Con i suoi 107 gol in partite ufficiali è il miglior marcatore nella storia della Reggiana: nell'immediato secondo dopoguerra ne allenò anche la prima squadra, per poi dedicarsi alle formazioni giovanili. Risulta morto prima del 17 aprile 1996.

## Palmarès

### Club

#### Competizioni nazionali
- Campionato italiano: 2

Bologna: 1935-1936, 1938-1939

## Statistiche

### Presenze e reti nei club
| Stagione       | Squadra        | Campionato | Campionato | Campionato |
| Stagione       | Squadra        | Comp       | Pres       | Reti       |
| -------------- | -------------- | ---------- | ---------- | ---------- |
| 1930-1931      | Reggiana       | 1ª Div     | 31         | 11         |
| 1931-1932      | Reggiana       | 1ª Div     | 19         | 13         |
| 1932-1933      | Reggiana       | 1ª Div     | 24         | 19         |
| 1933-1934      | Reggiana       | 1ª Div     | 31         | 18         |
| 1934-1935      | Reggiana       | 1ª Div     | 30         | 16         |
| 1935-1936      | Bologna        | A          | 7          | 1          |
| 1936-1937      | Bari           | A          | 25         | 8          |
| 1937-1938      | Liguria        | A          | 28         | 4          |
| 1938-1939      | Bologna        | A          | 1          | 0          |
| 1939-1940      | Catania        | B          | 23         | 3          |
| 1940-1941      | Reggiana       | B          | 19         | 11         |
| 1941-1942      | Reggiana       | B          | 30         | 6          |
| 1942-1943      | Reggiana       | C          | 12         | 2          |
| 1943-1944      | Reggiana       | DN         | 8          | 3          |
| 1945-1946      | Reggiana       | B-C        | 30         | 6          |
| 1946-1947      | Reggiana       | B          | 8          | 1          |
| 1947-1948      | Reggiana       | B          | 3          | 0          |
| Totale Serie A | Totale Serie A |            | 61         | 13         |